# Stagione 2022-2023 di snooker
La stagione 2022-2023 di snooker è la 54ª edizione di una stagione di snooker. Ha preso il via il 28 giugno 2022 e terminerà il 1º maggio 2023, dopo 20 tornei professionistici.

## Giocatori

### Nuovi giocatori nel Main Tour
| N°                                                                                     | Nuovi giocatori                                                                        | Precedenti stagioni da professionista |
| Primi 4 giocatori della classifica stagionale 2021-2022 fuori dai primi 64 del Ranking | Primi 4 giocatori della classifica stagionale 2021-2022 fuori dai primi 64 del Ranking | Primi 4 giocatori della classifica stagionale 2021-2022 fuori dai primi 64 del Ranking |
| -------------------------------------------------------------------------------------- | -------------------------------------------------------------------------------------- | --- |
| 1                                                                                      | Ashley Hugill                                                                          | 4 (2017-2018, 2018-2019, 2020-2021, 2021-2022) |
| 2                                                                                      | Michael White                                                                          | 12 (2007-2008, 2009-2010, 2010-2011, 2011-2012, 2012-2013, 2013-2014, 2014-2015, 2015-2016, 2016-2017, 2017-2018, 2018-2019, 2019-2020) |
| 3                                                                                      | Allan Taylor                                                                           | 8 (2013-2014, 2014-2015, 2015-2016, 2016-2017, 2017-2018, 2018-2019, 2020-2021, 2021-2022) |
| 4                                                                                      | David Lilley                                                                           | 2 (2019-2020, 2020-2021) |
| Campioni internazionali                                                                |                                                                                        | |
| 5                                                                                      | Si Jiahui (WSF Open)                                                                   | 2 (2019-2020, 2020-2021) |
| 6                                                                                      | Anton Kazakov (WSF Junior Open)                                                        | 0 |
| 7                                                                                      | Oliver Brown (EBSA European Championship 2021)                                         | 0 |
| 8                                                                                      | Dylan Emery (EBSA European Championship - Under-21 2021)                               | 0 |
| 9                                                                                      | Andres Petrov (EBSA European Championship 2022)                                        | 0 |
| 10                                                                                     | Ben Mertens (EBSA European Championship - Under-21 2022)                               | 0 |
| 11                                                                                     | Ryan Thomerson (APBSF Asia Pacific Championship)                                       | 0 |
| 12                                                                                     | Victor Sarkis (PABSA America)                                                          | 0 |
| 13                                                                                     | Mohamed Ibrahim (ABSC Africa)                                                          | 1 (2018-2019) |
| WPBSA Q Tour 2021-2022                                                                 |                                                                                        | |
| 14                                                                                     | Sean O'Sullivan (Primo classificato)                                                   | 6 (2012-2013, 2013-2014, 2015-2016, 2016-2017, 2017-2018, 2018-2019) |
| 15                                                                                     | Julien Leclercq (Evento play-off)                                                      | 0 |
| Qualificati internazionali (Federazione)                                               |                                                                                        | |
| 16                                                                                     | Peng Yisong                                                                            | 0 |
| Q School 2022                                                                          |                                                                                        | |
| Evento 1                                                                               |                                                                                        | |
| 17                                                                                     | Rod Lawler                                                                             | 31 (1990-1991, 1991-1992, 1992-1993, 1993-1994, 1994-1995, 1995-1996, 1996-1997, 1997-1998, 1998-1999, 1999-2000, 2000-2001, 2001-2002, 2002-2003, 2003-2004, 2004-2005, 2005-2006, 2006-2007, 2007-2008, 2008-2009, 2009-2010, 2010-2011, 2011-2012, 2012-2013, 2013-2014, 2014-2015, 2015-2016, 2016-2017, 2017-2018, 2018-2019, 2019-2020, 2020-2021)            |
| 18                                                                                     | Fergal O'Brien                                                                         | 31 (1991-1992, 1992-1993, 1993-1994, 1994-1995, 1995-1996, 1996-1997, 1997-1998, 1998-1999, 1999-2000, 2000-2001, 2001-2002, 2002-2003, 2003-2004, 2004-2005, 2005-2006, 2006-2007, 2007-2008, 2008-2009, 2009-2010, 2010-2011, 2011-2012, 2012-2013, 2013-2014, 2014-2015, 2015-2016, 2016-2017, 2017-2018, 2018-2019, 2019-2020, 2020-2021, 2021-2022)            |
| 19                                                                                     | Andy Lee                                                                               | 3 (2008-2009, 2018-2019, 2019-2020) |
| 20                                                                                     | Bai Langning                                                                           | 2 (2019-2020, 2020-2021) |
| Evento 2                                                                               |                                                                                        | |
| 21                                                                                     | Adam Duffy                                                                             | 5 (2011-2012, 2012-2013, 2013-2014, 2016-2017, 2017-2018) |
| 22                                                                                     | Zak Surety                                                                             | 4 (2014-2015, 2015-2016, 2020-2021, 2021-2022) |
| 23                                                                                     | Aaron Hill                                                                             | 2 (2020-2021, 2021-2022) |
| 24                                                                                     | Sanderson Lam                                                                          | 4 (2015-2016, 2016-2017, 2017-2018, 2018-2019) |
| Evento 3                                                                               |                                                                                        | |
| 25                                                                                     | Lukas Kleckers                                                                         | 4 (2017-2018, 2018-2019, 2020-2021, 2021-2022) |
| 26                                                                                     | Jenson Kendrick                                                                        | 0 |
| 27                                                                                     | John Astley                                                                            | 6 (2013-2014, 2014-2015, 2016-2017, 2017-2018, 2018-2019, 2019-2020) |
| 28                                                                                     | James Cahill                                                                           | 6 (2013-2014, 2014-2015, 2015-2016, 2016-2017, 2019-2020, 2020-2021) |
| Q School Asia-Oceania 2022                                                             |                                                                                        | |
| Evento 1                                                                               |                                                                                        | |
| 29                                                                                     | Mohammad Asif                                                                          | 0 |
| 30                                                                                     | Thanawat Thirapongpaiboon Asjad Igbal                                                  | 5 (2010-2011, 2012-2013, 2013-2014, 2014-2015, 2015-2016) 0 |
| Evento 2                                                                               |                                                                                        | |
| 31                                                                                     | Dechawat Poomjaeng                                                                     | 6 (2011-2012, 2012-2013, 2013-2014, 2014-2015, 2015-2016, 2016-2017) |
| 32                                                                                     | Himanshu Dinesh Jain                                                                   | 0 |
| World Women's Snooker                                                                  |                                                                                        | |
| 33                                                                                     | Nutcharut Wongharuthai                                                                 | 0 |
| 34                                                                                     | Rebecca Kenna                                                                          | 0 |
| Invitational Tour Card                                                                 |                                                                                        | |
| 35                                                                                     | Stephen Hendry                                                                         | 29 (1985-1986, 1986-1987, 1987-1988, 1988-1989, 1989-1990, 1990-1991, 1991-1992, 1992-1993, 1993-1994, 1994-1995, 1995-1996, 1996-1997, 1997-1998, 1998-1999, 1999-2000, 2000-2001, 2001-2002, 2002-2003, 2003-2004, 2004-2005, 2005-2006, 2006-2007, 2007-2008, 2008-2009, 2009-2010, 2010-2011, 2011-2012, 2020-2021, 2021-2022)                                  |
| 36                                                                                     | Ken Doherty                                                                            | 32 (1990-1991, 1991-1992, 1992-1993, 1993-1994, 1994-1995, 1995-1996, 1996-1997, 1997-1998, 1998-1999, 1999-2000, 2000-2001, 2001-2002, 2002-2003, 2003-2004, 2004-2005, 2005-2006, 2006-2007, 2007-2008, 2008-2009, 2009-2010, 2010-2011, 2011-2012, 2012-2013, 2013-2014, 2014-2015, 2015-2016, 2016-2017, 2017-2018, 2018-2019, 2019-2020, 2020-2021, 2021-2022) |

## Calendario
Il 31 marzo 2022 il World Snooker Tour comunica, sul suo sito ufficiale, il calendario provvisorio della prima parte della nuova stagione, con tornei compresi tra i mesi di giugno e dicembre; tuttavia, in precedenza erano già state annunciate le sedi dell'English Open, da disputarsi a dicembre al Brentwood Centre di Brentwood, in Inghilterra, e del British Open, da giocarsi tra la fine di settembre e l'inizio di ottobre alla Marshall Arena di Milton Keynes.
Per la terza annata di seguito, la partenza è affidata alla Championship League, da svolgersi alla Morngside Arena di Leicester, che prevede anche lo svolgimento di un secondo evento, non valido per la classifica mondiale come il primo, così come già accaduto a partire dalla stagione 2020-2021.
Viene scelto come secondo torneo lo European Masters, da disputarsi presso lo Stadthalle Fürth di Fürth, in Germania, per la prima volta nella sua storia, dopo aver mancato il debutto nella stagione precedente, a causa della pandemia di COVID-19, che ha costretto il WST a spostare la competizione alla Marshall Arena.
Il Six-Red World Championship torna in programma per la prima volta dal 2019-2020, dopo due cancellazioni a causa della pandemia; l'evento ad inviti torna a disputarsi a Bangkok, in Thailandia, dove sono state svolte tutte le sue precedenti undici edizioni, tra il 2008 e il 2019.
Lo UK Championship viene anticipato alla seconda settimana di novembre, per evitare la concomitanza con il Campionato mondiale di calcio 2022.
Il 23 giugno 2022 viene annunciato che il Welsh Open verrà disputato presso la Venue Cymru di Llandudno, in Galles, per la prima volta nella sua storia; si tratta della terza città diversa ad ospitare il torneo, dopo Cardiff e Newport. La struttura era già stata sede di due edizioni del World Grand Prix, del Players Championship e del Tour Championship, oltre che dello Scottish Open 2021.
Il 24 giugno 2022 viene comunicato che lo Scottish Open verrà disputato presso il Meadowbank Sports Centre di Edimburgo, in Scozia, per la prima volta nella sua storia; il torneo fa ritorno in patria dopo un'assenza di due stagioni, nelle quali l'evento era stato spostato in Inghilterra nel 2020 e in Galles nel 2021, a causa della pandemia di COVID-19. La capitale scozzese aveva già ospitato l'edizione 2003 dello Scottish Open, al Royal Highland Centre, oltre a dieci edizioni dello Scottish Professional Championship e tre del Benson & Hedges Championship. La struttura scelta per quest'annata, era stata sede dei Giochi del Commonwealth del 1970 e del 1986.
Championship League, Northern Ireland Open, The Masters, German Masters e il Campionato mondiale confermano la location della stagione 2021-2022.
| N° | Date di gioco                       | Torneo                         | N° edizione | Città         | Impianto                 | Vincitore         | Finalista     | Risultato | Note  |
| -- | ----------------------------------- | ------------------------------ | ----------- | ------------- | ------------------------ | ----------------- | ------------- | --------- | ----- |
| 1  | dal 28 giugno al 29 luglio 2022     | Championship League - Evento 1 | 19ª         | Leicester     | Morningside Arena        | Luca Brecel (BEL) | Lu Ning (CHN) | 3–1       | [ 8 ] |
| 2  | dal 16 al 21 agosto 2022            | European Masters               | 7ª          | Fürth         | Stadthalle Fürth         |                   |               |           |       |
| 3  | dal 5 al 10 settembre 2022          | Six-Red World Championship     | 10ª         | Bangkok       | da stabilire             |                   |               |           |       |
| 4  | 24 e 25 settembre 2022              | World Mixed Doubles            | 1ª          | Milton Keynes | Marshall Arena           |                   |               |           |       |
| 5  | dal 26 settembre al 2 ottobre 2022  | British Open                   | 23ª         | Milton Keynes | Marshall Arena           |                   |               |           |       |
| 6  | dal 6 al 9 ottobre 2022             | Hong Kong Masters              | 8ª          | Hong Kong     | Hong Kong Coliseum       |                   |               |           |       |
| 7  | dal 16 al 23 ottobre 2022           | Northern Ireland Open          | 7ª          | Belfast       | Waterfront Hall          |                   |               |           |       |
| 8  | dal 31 ottobre al 6 novembre 2022   | Champion of Champions          | 12ª         | Bolton        | Bolton Whites Hotel      |                   |               |           |       |
| 9  | dal 12 al 20 novembre 2022          | UK Championship                | 46ª         | York          | York Barbican            |                   |               |           |       |
| 10 | dal 28 novembre al 4 dicembre 2022  | Scottish Open                  | 14ª         | Edimburgo     | Meadowbank Sports Centre |                   |               |           |       |
| 11 | dal 6 dicembre 2022 al 9 marzo 2023 | Championship League - Evento 2 | 20ª         | da stabilire  | da stabilire             |                   |               |           |       |
| 12 | dal 12 al 18 dicembre 2022          | English Open                   | 7ª          | Brentwood     | Brentwood Centre         |                   |               |           |       |
| 13 | dall'8 al 15 gennaio 2023           | The Masters                    | 49ª         | Londra        | Alexandra Palace         |                   |               |           |       |
| 14 | dal 16 al 22 gennaio 2023           | World Grand Prix               | 9ª          | Cheltenham    | The Centaur              |                   |               |           |       |
| 15 | dal 26 al 29 gennaio 2023           | Shoot-Out                      | 14ª         | Leicester     | Morningside Arena        |                   |               |           |       |
| 16 | dal 1° al 5 febbraio 2023           | German Masters                 | 14ª         | Berlino       | Tempodrom                |                   |               |           |       |
| 17 | dal 13 al 19 febbraio 2023          | Welsh Open                     | 32ª         | Llandudno     | Venue Cymru              |                   |               |           |       |
| 18 | dal 20 al 26 febbraio 2023          | Players Championship           | 7ª          | Wolverhampton | Aldersley Arena          |                   |               |           |       |
| 19 | dal 13 al 19 marzo 2023             | Turkish Masters                | 2ª          | da stabilire  | da stabilire             |                   |               |           |       |
| 20 | dal 27 marzo al 2 aprile 2023       | Tour Championship              | 5ª          | Hull          | Bonus Arena              |                   |               |           |       |
| 21 | al 15 aprile al 1º maggio 2023      | Campionato mondiale            | 89ª         | Sheffield     | Crucible Theatre         |                   |               |           |       |

Legenda:
      Titolo Ranking
      Titolo Non-Ranking
Tornei aggiunti rispetto alla precedente stagione
- Six-Red World Championship
- World Mixed Doubles
- Hong Kong Masters

Numero di tornei per nazione
7 nazioni diverse ospitano almeno un torneo professionistico.
| N° | Nazione          | Numero | Stagione precedente |
| -- | ---------------- | ------ | ------------------- |
| 1  | Inghilterra      | 12     | 12                  |
| 2  | Germania         | 2      | 1                   |
| 3  | Thailandia       | 1      | 0                   |
| 4  | Hong Kong        | 1      | 0                   |
| 5  | Irlanda del Nord | 1      | 1                   |
| 6  | Scozia           | 1      | 0                   |
| 7  | Galles           | 1      | 3                   |

Numero di tornei per città
17 città diverse ospitano almeno un torneo professionistico.
| N° | Città         | Numero | Stagione precedente |
| -- | ------------- | ------ | ------------------- |
| 1  | Leicester     | 2      | 4                   |
| 2  | Milton Keynes | 2      | 2                   |
| 3  | Fürth         | 1      | 0                   |
| 4  | Bangkok       | 1      | 0                   |
| 5  | Hong Kong     | 1      | 0                   |
| 6  | Belfast       | 1      | 1                   |
| 7  | Bolton        | 1      | 1                   |
| 8  | York          | 1      | 1                   |
| 9  | Edimburgo     | 1      | 0                   |
| 10 | Brentwood     | 1      | 0                   |
| 11 | Londra        | 1      | 1                   |
| 12 | Cheltenham    | 1      | 0                   |
| 13 | Berlino       | 1      | 1                   |
| 14 | Llandudno     | 1      | 2                   |
| 15 | Wolverhampton | 1      | 1                   |
| 16 | Hull          | 1      | 0                   |
| 17 | Sheffield     | 1      | 1                   |

## Ranking

### Distribuzione punti
Vengono indicati solo i tornei validi per il Ranking.
| Torneo                | V      | F     | SF    | R6   | QF    | R16  | R24  | R32  | R64  | R96  | R128 |
| Championship League   | 33000  | 23000 | 11000 | 9000 | 8000  | 6000 | 5000 | 4000 | 2000 | 1000 | 0    |
| European Masters      | 80000  | 35000 | 17500 |      | 11000 | 7500 |      | 4500 | 3000 |      | 0    |
| British Open          | 100000 | 45000 | 20000 |      | 12000 | 8000 |      | 5000 | 3000 |      | 0    |
| Northern Ireland Open | 80000  | 35000 | 17500 |      | 11000 | 7500 |      | 4500 | 3000 |      | 0    |
| UK Championship       | 250000 |       |       |      |       |      |      |      |      |      |      |
| Scottish Open         | 80000  | 35000 | 17500 |      | 11000 | 7500 |      | 4500 | 3000 |      | 0    |
| English Open          | 80000  | 35000 | 17500 |      | 11000 | 7500 |      | 4500 | 3000 |      | 0    |
| German Masters        | 80000  | 35000 | 17500 |      | 11000 | 7500 |      | 4500 | 3000 |      | 0    |
| Welsh Open            | 80000  | 35000 | 17500 |      | 11000 | 7500 |      | 4500 | 3000 |      | 0    |
| Turkish Masters       | 100000 | 45000 | 20000 |      | 12750 | 8500 |      | 6500 | 3500 |      | 0    |
| Campionato mondiale   |        |       |       |      |       |      |      |      |      |      |      |

## Sponsor
| Torneo                         | Sponsor   |
| ------------------------------ | --------- |
| Championship League - Evento 1 | BetVictor |
| European Masters               | BetVictor |
| Six-Red World Championship     | ?         |
| World Mixed Doubles            | BetVictor |
| British Open                   | Cazoo     |
| Northern Ireland Open          | BetVictor |
| Champion of Champions          | Cazoo     |
| UK Championship                | Cazoo     |
| Scottish Open                  | BetVictor |
| Championship League - Evento 2 | ?         |
| English Open                   | BetVictor |
| The Masters                    | Cazoo     |
| World Grand Prix               | ?         |
| Shoot-Out                      | BetVictor |
| German Masters                 | BetVictor |
| Welsh Open                     | BetVictor |
| Players Championship           | ?         |
| Turkish Masters                | ?         |
| Tour Championship              | ?         |
| Campionato mondiale            | Cazoo     |